# Liste von Sportstätten für Basketball in Australien
Diese Liste ist eine Aufstellung von Sportstätten für Basketball in Australien, unabhängig davon ob sie regelmäßig durch ein Basketballteam oder einmalig durch Basketballveranstaltungen genutzt wurden.

## Sportstätten
| Bild | Sportstätte                                         | Ort                                    | Kapazität | Team(s)/Wettbewerbe |
| ---- | --------------------------------------------------- | -------------------------------------- | --------- | --- |
|      | Sydney SuperDome                                    | Sydney, New South Wales                | 21.032    | Sydney Kings (NBL, 1999–2002, 2016–aktuell) Olympische Basketballturniere 2000 Rollstuhlbasketball-Wettbewerbe der Sommer-Paralympics 2000                               |
|      | Rod Laver Arena                                     | Melbourne, Victoria                    | 17.100    | Melbourne Tigers (NBL, 1992–2000) South East Melbourne Magic (NBL, 1992–1998) Victoria Titans (NBL, 1998–2000)                                                           |
|      | RAC Arena                                           | Perth, Western Australia               | 15.500    | Perth Wildcats (NBL 2012–aktuell) |
|      | Brisbane Entertainment Centre                       | Brisbane, Queensland                   | 13.600    | Brisbane Bullets (NBL, 1986–1997, 2007, 2016–aktuell) |
|      | Adelaide Entertainment Centre                       | Adelaide, South Australia              | 11.300    | Adelaide 36ers (NBL, 2019–aktuell) |
|      | John Cain Arena                                     | Melbourne, Victoria                    | 11.000    | Melbourne United (NBL, 2000–2002, 2012–aktuell) South East Melbourne Phoenix (NBL, 2019–aktuell) South Dragons (NBL, 2006–2009) Victoria Giants (NBL, 2000–2004)         |
|      | Derwent Entertainment Centre                        | Hobart, Tasmanien                      | 8.600     | Hobart Devils (NBL, 1989–1996) Hobart Chargers (NBL1 South, 2017–2023) Tasmania JackJumpers (NBL, 2021–aktuell)                                                          |
|      | Adelaide Arena                                      | Adelaide, South Australia              | 8.000     | Adelaide 36ers (NBL, 1992–2019) |
|      | Newcastle Entertainment Centre                      | Newcastle, New South Wales             | 7.528     | Newcastle Falcons (NBL, 1992–1999) Hunter Pirates (NBL, 2003–2006) Singapore Slingers (NBL, 2006)                                                                        |
|      | Margaret Court Arena                                | Melbourne, Victoria                    | 7.500     | Melbourne United (NBL, 2014–2016) |
|      | Wollongong Entertainment Centre                     | Wollongong, New South Wales            | 6.000     | Illawarra Hawks (NBL, 1998–aktuell) |
|      | Gold Coast Convention and Exhibition Centre         | Gold Coast, Queensland                 | 6.000     | Gold Coast Blaze (NBL, 2007–2012) |
|      | Cairns Convention Centre                            | Cairns, Queensland                     | 5.300     | Cairns Taipans (NBL, 1999–aktuell) Commonwealth Games 2018 |
|      | Townsville Entertainment and Convention Centre      | Townsville, Queensland                 | 5.257     | Townsville Crocodiles (NBL, 1993–2014, 2015–2016) Townsville Fire (WNBL, 2021–aktuell)                                                                                   |
|      | AIS Arena                                           | Canberra, Australian Capital Territory | 5.200     | Canberra Cannons (NBL, 1981–2003) |
|      | State Sports Centre                                 | Sydney, New South Wales                | 5.006     | Sydney Supersonics (NBL, 1986–1987) West Sydney Westars (NBL, 1986–1987) Sydney Kings (NBL, 1988–1989, 2012, 2016) West Sydney Razorbacks/Sydney Spirit (NBL, 2000–2009) |
|      | Silverdome                                          | Launceston, Tasmanien                  | 5.000     | New Zealand Breakers (NBL, 2020–2021) Tasmania JackJumpers (NBL, 2021–aktuell)                                                                                           |
|      | Queensland State Netball Centre                     | Brisbane, Queensland                   | 5.000     | Brisbane Bullets (NBL, 2019–24) |
|      | Bendigo Stadium                                     | Bendigo, Victoria                      | 4.000     | Bendigo Braves (NBL1) Bendigo Spirit (WNBL) Melbourne United (NBL, 2021) New Zealand Breakers (NBL, 2021–2022)                                                           |
|      | State Netball & Hockey Centre                       | Melbourne, Victoria                    | 3.500     | Melbourne United (NBL, 2002–2017) Melbourne Boomers (WNBL, 2021–aktuell)                                                                                                 |
|      | State Basketball Centre                             | Melbourne, Victoria                    | 3.200     | Melbourne Boomers (WNBL, 2013–2023) South East Melbourne Phoenix (NBL, 2019–aktuell)                                                                                     |
|      | Carrara Indoor Stadium                              | Gold Coast, Queensland                 | 2.992     | Gold Coast Rollers (NBL, 1990–1996) |
|      | Townsville Stadium                                  | Annandale, Queensland                  | 2.500     | Townsville Fire (WNBL, 2011–aktuell) Townsville Crocodiles (NBL, 2014–2015)                                                                                              |
|      | Dandenong Basketball Stadium                        | Dandenong, Victoria                    | 2.200     | Southside Flyers (NBL1 South, 1992–aktuell) |
|      | Broadmeadow Basketball Stadium                      | Newcastle, New South Wales             | 2.200     | Newcastle Falcons (NBL, 1979–1991) |
|      | Western Australian Basketball Centre                | Perth, Western Australia               | 2.000     | Perth Lynx (WNBL) |
|      | Southern Cross Stadium                              | Canberra, Australian Capital Territory | 2.000     | Canberra Capitals (WNBL) |
|      | Lauren Jackson Sports Centre                        | Albury, New South Wales                | 1.000     | Albury Wodonga Bandits |
|      | Brydens Stadium, Sydney Uni Sports & Aquatic Centre | Sydney, New South Wales                | 1.000     | Sydney Uni Flames |